# Jaguar Vision Gran Turismo
La Jaguar Vision Gran Turismo, ou Jaguar Vision Gran Turismo Coupé, est un concept car virtuel développé par le constructeur automobile britannique Jaguar en collaboration avec Polyphony Digital, créateur de la célèbre franchise de jeux vidéo Gran Turismo. Conçue spécifiquement pour le jeu Gran Turismo Sport et intégrée ultérieurement à Gran Turismo 7, cette voiture incarne la vision de Jaguar pour un futur 100 % électrique, tout en s'inspirant des succès historiques de la marque en sport automobile.

## Historique
La Jaguar Vision Gran Turismo s'inscrit dans la tradition des véhicules Vision Gran Turismo, une initiative lancée par Polyphony Digital invitant des constructeurs à concevoir des modèles exclusivement virtuels. Jaguar a utilisé ce projet pour repousser les limites du design et de la technologie, tout en rendant hommage à ses voitures emblématiques des années 1950 et 1960, comme la Type D et la Type E.
Présentée pour la première fois en octobre 2019, la Jaguar Vision Gran Turismo reflète l'engagement de la marque dans la transition vers l'électrification et le développement durable},,.

## Conception
Le design de la Jaguar Vision Gran Turismo fusionne modernité et références historiques,.

### Intérieur
Le véhicule présente des lignes élégantes et aérodynamiques, rappelant les formes iconiques des voitures de course Jaguar. La calandre typique de Jaguar est réinterprétée de manière futuriste, tandis que les phares effilés et les courbes fluides renforcent son identité visuelle.

### Extérieur
L'habitacle est conçu pour le conducteur, intégrant des technologies immersives comme des écrans holographiques et des commandes tactiles avancées. Les matériaux utilisés, notamment des fibres durables et des tissus recyclés, proposent une approche écoresponsable.

## Performances
La Jaguar Vision Gran Turismo repose sur une architecture électrique avancée, mettant en avant les capacités techniques de la marque dans le domaine de la propulsion électrique,,.
Motorisation
Le concept est équipé de trois moteurs électriques, un pour l'essieu avant et deux pour l'essieu arrière, offrant une puissance combinée de 1 020 chevaux (750 kW).
- Accélération de 0 à 100 km/h en moins de 2 secondes.
- Vitesse maximale dépassant les 320 km/h.

Batterie et autonomie
La batterie embarquée est basée sur des technologies avancées, permettant une distribution optimale de l'énergie pour une performance constante et une maniabilité accrue.
Aérodynamisme
Des éléments aérodynamiques mobiles optimisent l'appui et la stabilité en fonction des conditions de conduite.

## Jaguar Vision Gran Turismo SV
En 2021, une version améliorée du concept, la Jaguar Vision Gran Turismo SV, a été dévoilée. Conçue comme une voiture de course d'endurance virtuelle, elle intègre des améliorations aérodynamiques et une puissance accrue, atteignant 1 400 chevaux, tout en conservant les caractéristiques de base du modèle original,.